# 冉哲
冉哲（1412年—？年），字尚彝，四川成都府內江縣人，明朝政治人物。

## 生平
景泰五年（1454年）甲戌科進士。歷官戶科給事中。官至應天府府丞。

## 家族
曾祖冉仲文，祖冉秀川，父冉志明，母韓氏。